# 石墨
石墨（Graphite），又稱黑鉛（Black Lead），是碳的一種同素異形體（碳的其他同素異形體有很多，為人熟悉的例如鑽石）。作为最軟的礦物之一，石墨不透明且觸感油膩，顏色由鐵黑到鋼鐵灰不等，形狀可呈晶體狀、薄片狀、鱗狀、條紋狀、層狀體，或散佈在變質岩之中（由煤、碳質岩石或碳質沉積物，受到區域變質作用或是岩漿侵入作用形成）。化學性質不活潑，具有耐腐蝕性。

## 结构

(双层)石墨的旋转视图。

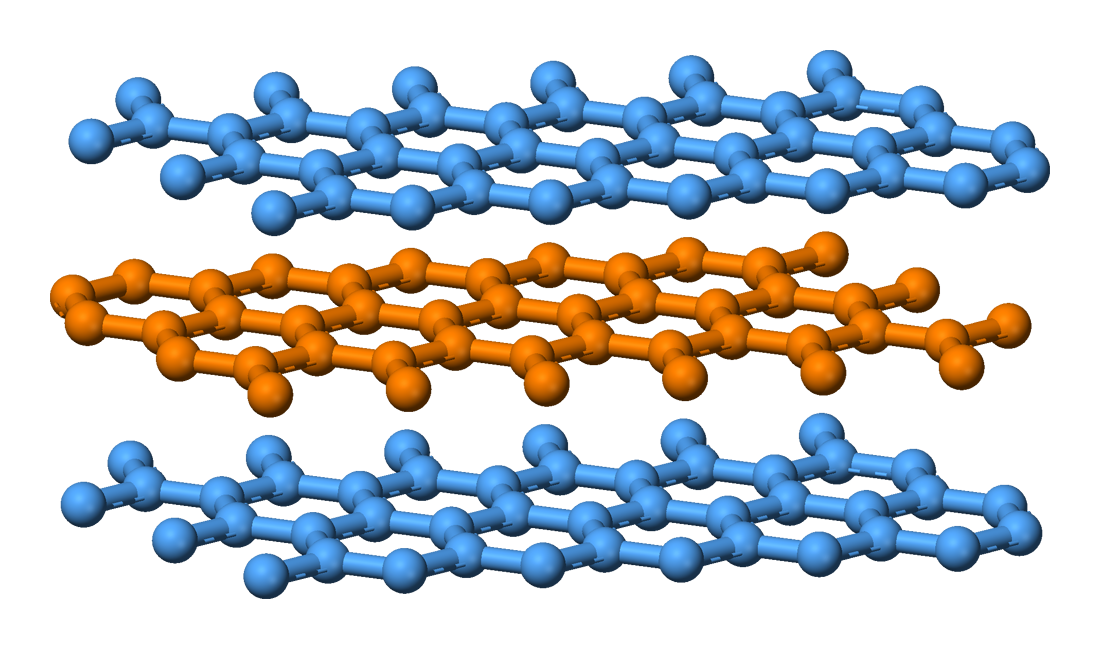
石墨層狀結構側視圖。

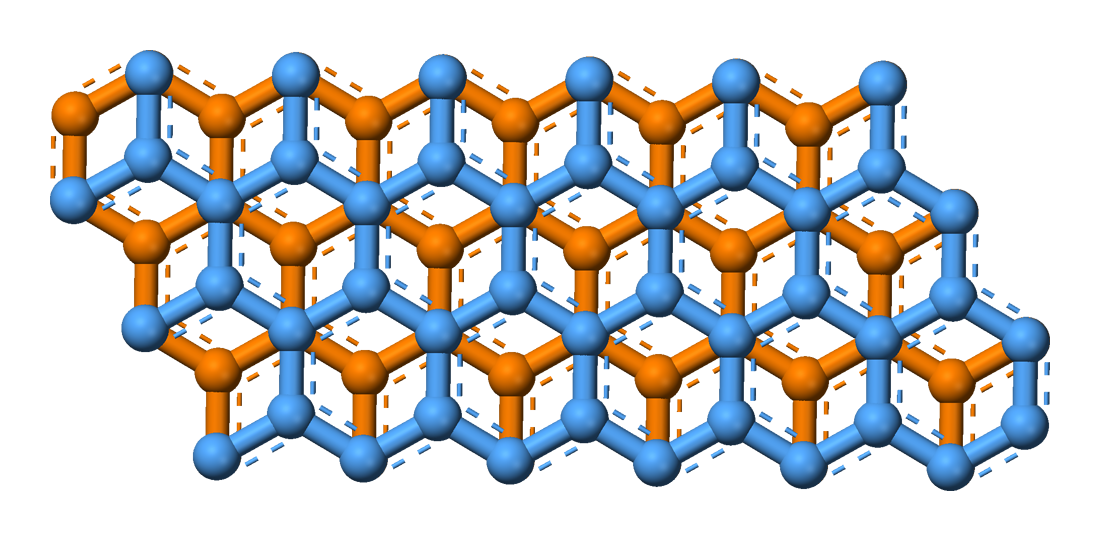
石墨層狀結構上視圖

石墨具有层状的平面结构，结构如左图所示。每层中碳原子都排列成蜂窝状晶体结构，层内原子间距0.142nm，层间距0.335nm。层内每個碳原子的週邊以共价键連結著另外三個碳原子，排列方式呈蜂巢式的多個六邊形，每層間有微弱的范德華力。由於每個碳原子均會放出一個電子，那些電子能夠自由移動，因此石墨屬於導電體。

## 用途

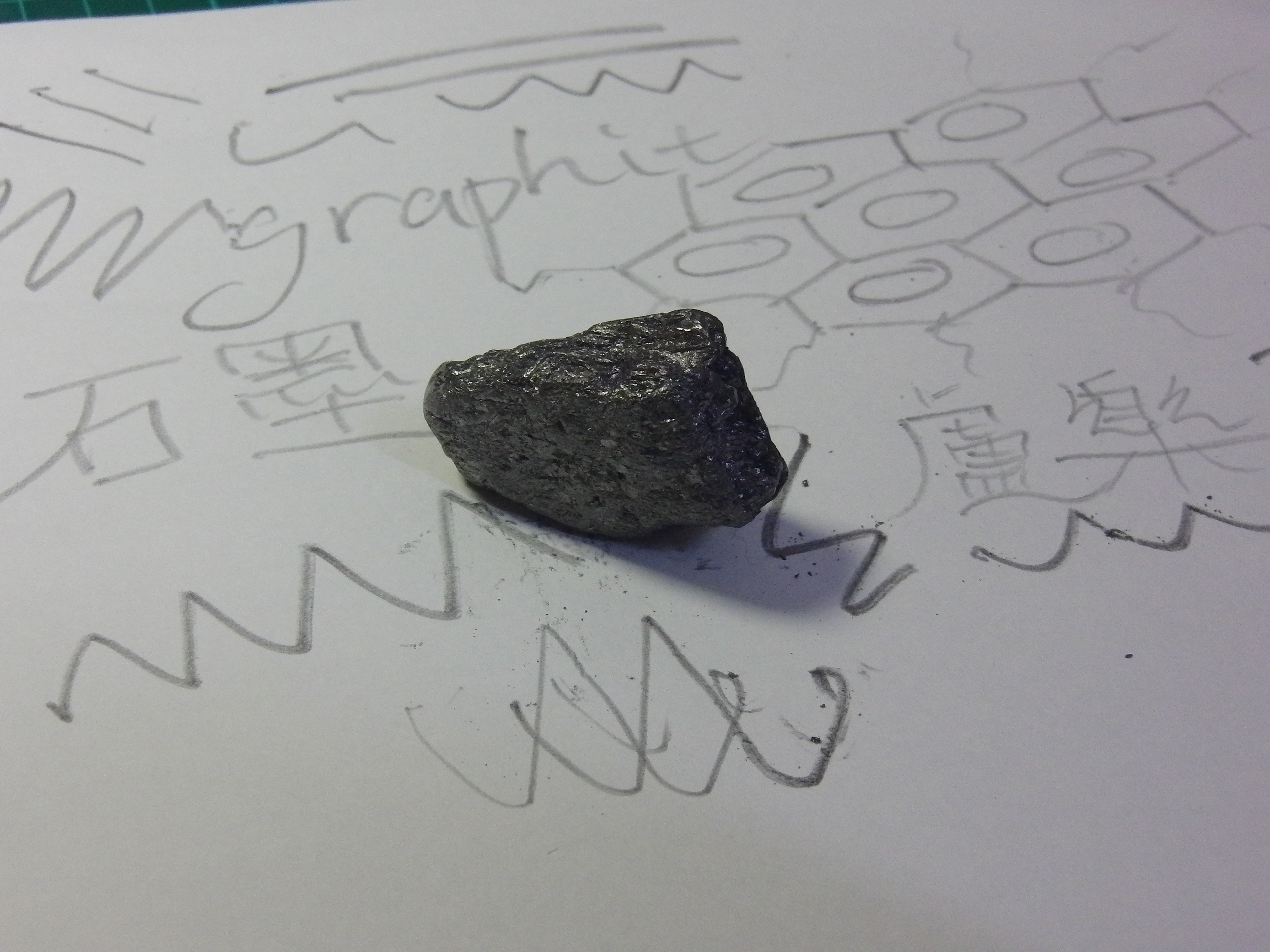
由於石墨的疊層結構易剝落，可於紙上書寫。

它的用途包括製造鉛筆筆芯和潤滑劑或集電弓上的碳刷條，也可作為壓力管式石墨慢化沸水反應爐的中子減速劑。
目前主要用途是耐火材料的原材料，尤其是镁碳砖。自然界自然形成的石墨可分为鳞片石墨和土状石墨。
因晶体结构中存在大量离域电子，石墨可以导电，其与晶体层平行的方向电阻率为(2.5～5.0)×10-6Ω·m，与层垂直的方向电阻率为3×10-3Ω·m。
電解中的惰性電極可以由鉑製作，但由於會受鹵素侵蝕，所以在會產生鹵素（例如:電解食鹽鹽水）的電解時使用石墨替代鉑，作為惰性電極。

### 核石墨

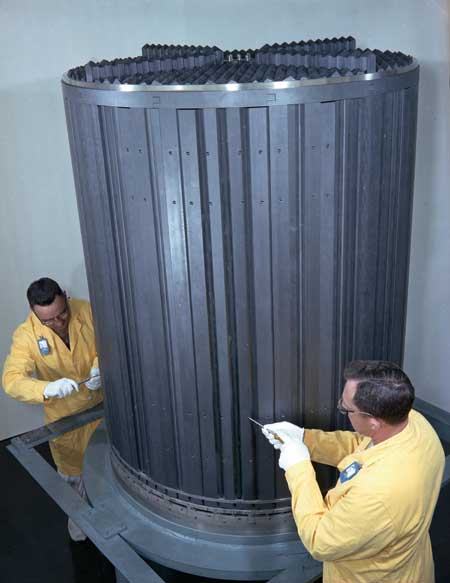
熔盐反应堆实验中用到的石墨堆芯

核石墨指可用于核反应堆的石墨，作为中子减速剂和中子反射体。核反应堆可采用任何品级的石墨。石墨耐高温、纯度高，是迄今为止核反应堆中极为重要的原材料。核石墨也用于文德尔施泰因7-X等核聚变反应堆。

## 存在形式
碳的存在形式是多种多样的，有晶态单质碳如金刚石俗稱鑽石、石墨；有无定形碳如煤；有复杂的有机化合物如动植物等；碳酸盐如大理石等。单质碳的物理和化学性质取决于它的晶体结构。高硬度的金刚石（鑽石）和柔软滑腻的石墨晶体结构不同，各有各的外观、密度、熔点等。

## 參看
- 碳纖維
- 管
- 鑽石
- 富勒烯
- 石墨烯
- 石墨层间化合物
- 藍絲黛爾石

## 外部連結
- （英文） 石墨 - Webmineral （页面存档备份，存于）
- （英文） 石墨 - Mindat （页面存档备份，存于）
- （英文） 電池級石墨
- （英文） Graphite at Minerals.net （页面存档备份，存于）
- （英文） Mineral galleries
- （英文） Mineral & Exploration – 2012年石墨礦和生產者的世界地圖
- （英文） Mindat w/ locations （页面存档备份，存于）
- （英文） giant covalent structures （页面存档备份，存于）
- （英文） The Graphite Page （页面存档备份，存于）
- （英文） Video lecture on the properties of graphite by Prof. M. Heggie （页面存档备份，存于）, University of Sussex
- （英文） CDC – NIOSH Pocket Guide to Chemical Hazards （页面存档备份，存于）